# 850-летие Москвы

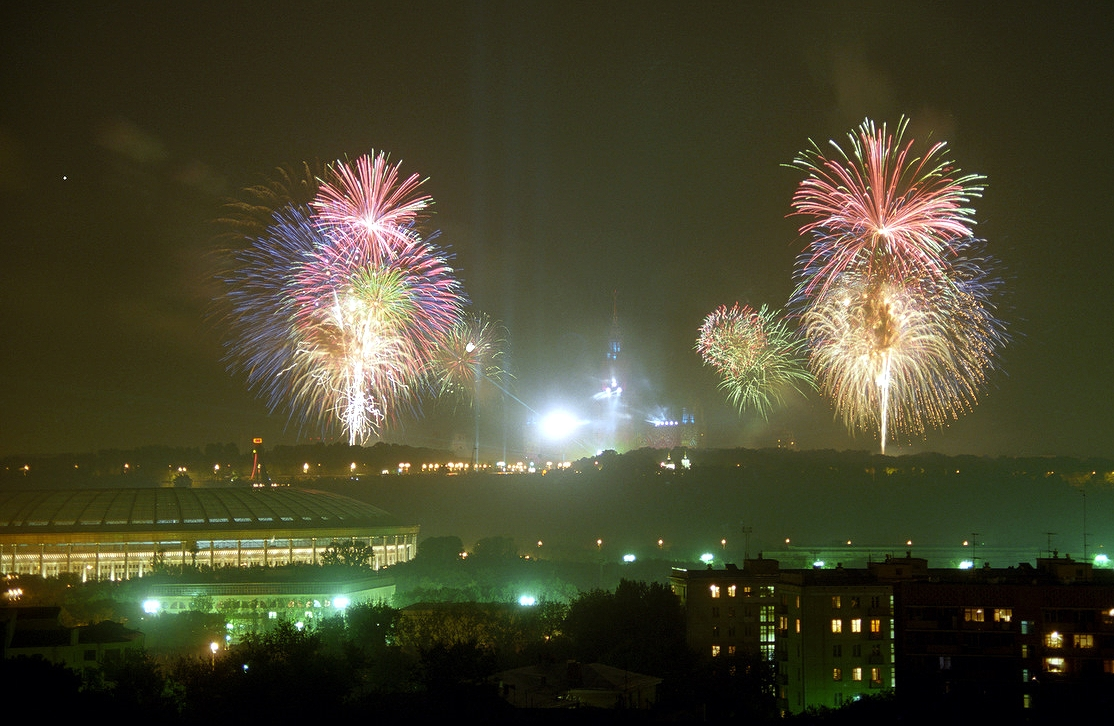
Концерт Жана-Мишеля Жарра в Москве на Воробьёвых горах

850-летие Москвы — день города, отмечавшийся в Москве 5—7 сентября 1997 года по инициативе мэра Юрия Лужкова.

## История
До 1997 года в Москве предпринималось две попытки масштабного празднования Дня города. Первый раз праздник был устроен в 1847 году, на 700-летие города, по инициативе общественных деятелей-славянофилов Михаила Погодина и Константина Аксакова. Изначально трёхдневное торжество планировали устроить в апреле, однако император Николай I перенёс его на 1 января и ограничил одним днём.
Следующий День города в Москве пришёлся уже на сталинскую эпоху. Масштабный праздник по случаю 800-летнего юбилея города состоялся 7 сентября 1947 года — в 135-ю годовщину Бородинского сражения, он был организован по инициативе председателя Мосгорисполкома Георгия Попова и одобрен лично Иосифом Сталиным.
Празднования в честь Дня города не проводилось до 1986 года. Инициатором ввода традиции стал глава московского горкома КПСС Борис Ельцин. С 1988 по 1990 год День города отмечался в Москве в первые выходные сентября. В 1991-м праздник состоялся 31 августа и финансировался за счёт спонсоров, а не из городского бюджета.

## Подготовка к празднику

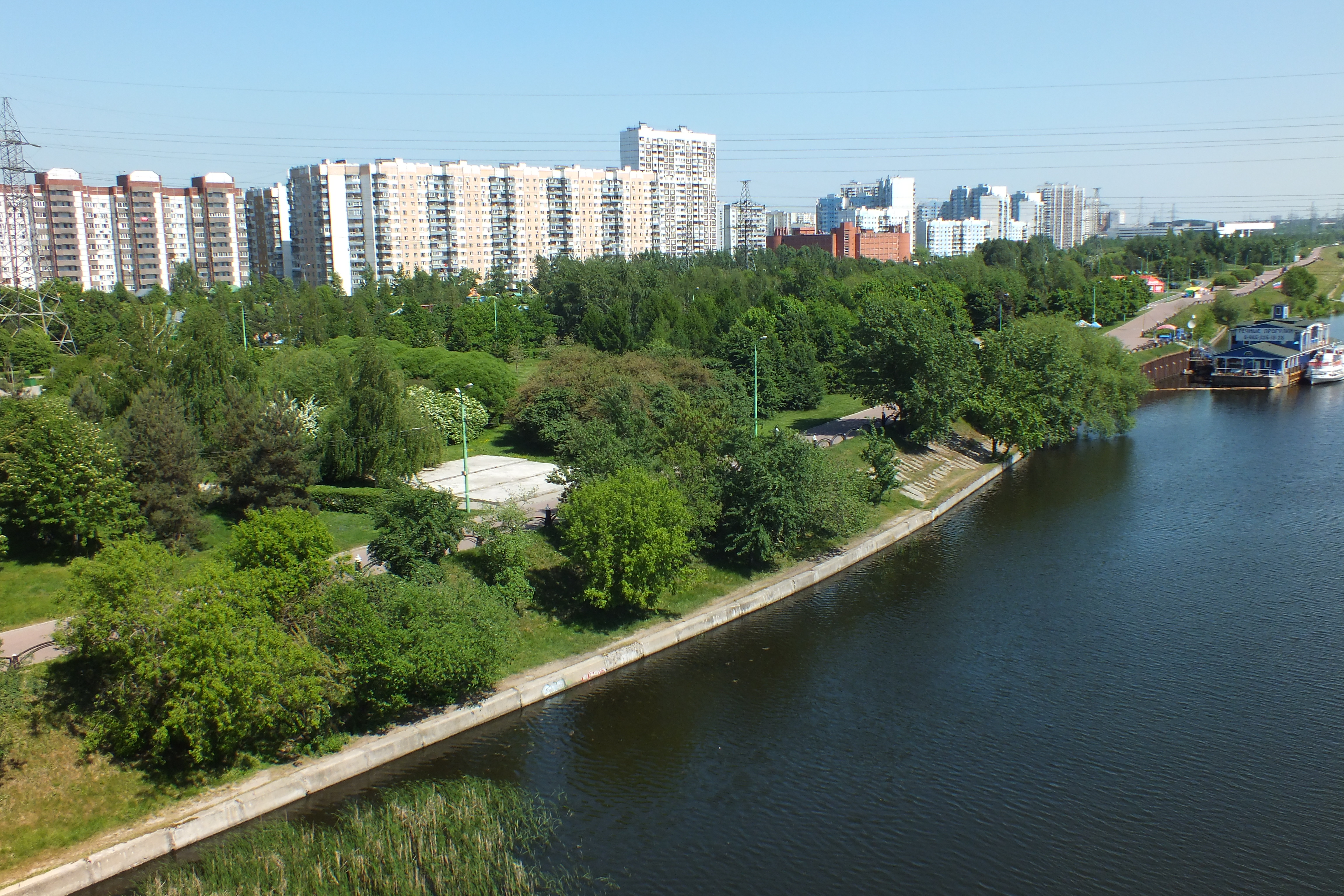
Парк 850-летия Москвы, 2014 год

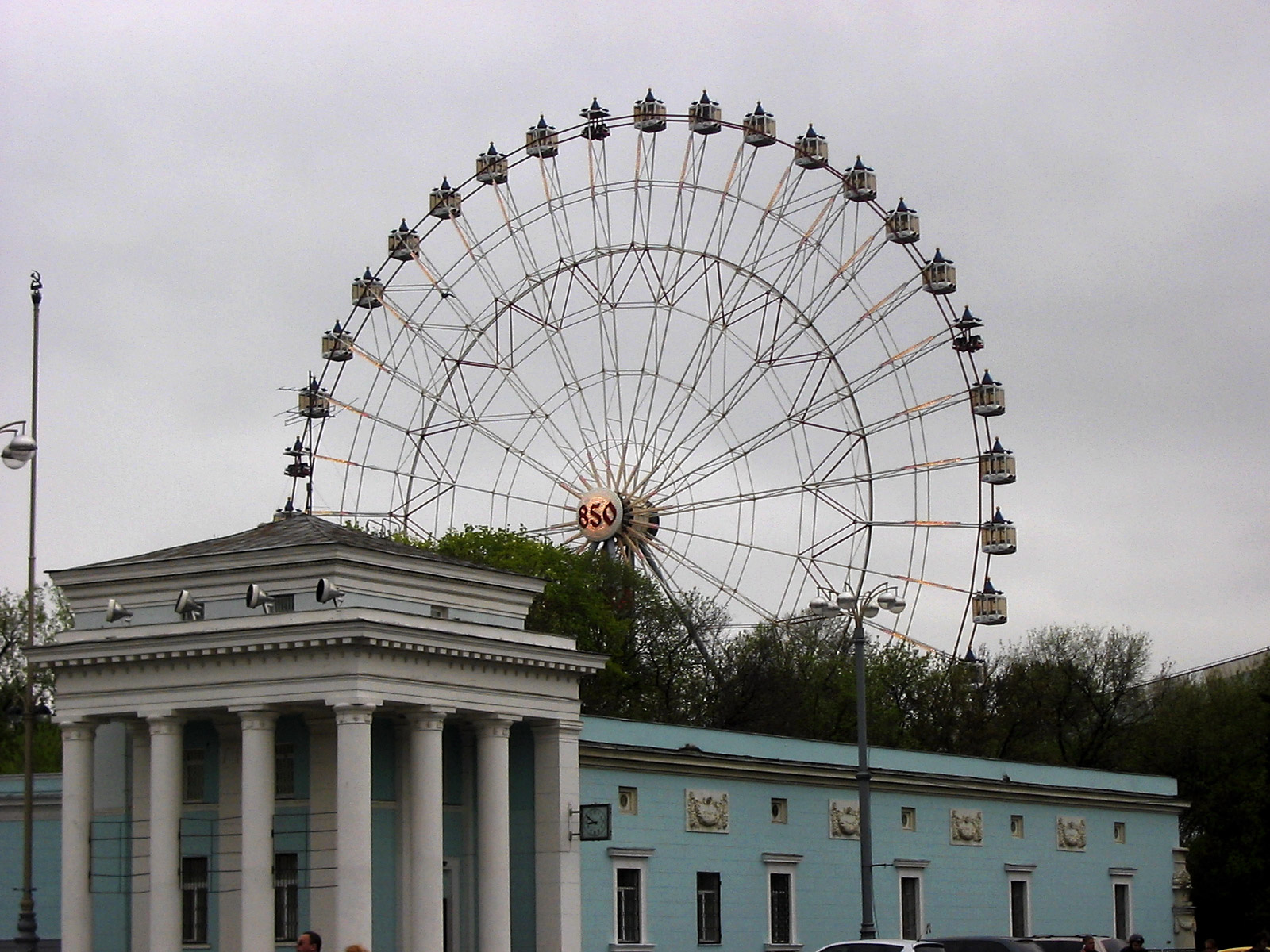
Колесо имени 850-летия Москвы на ВДНХ, 2007 год

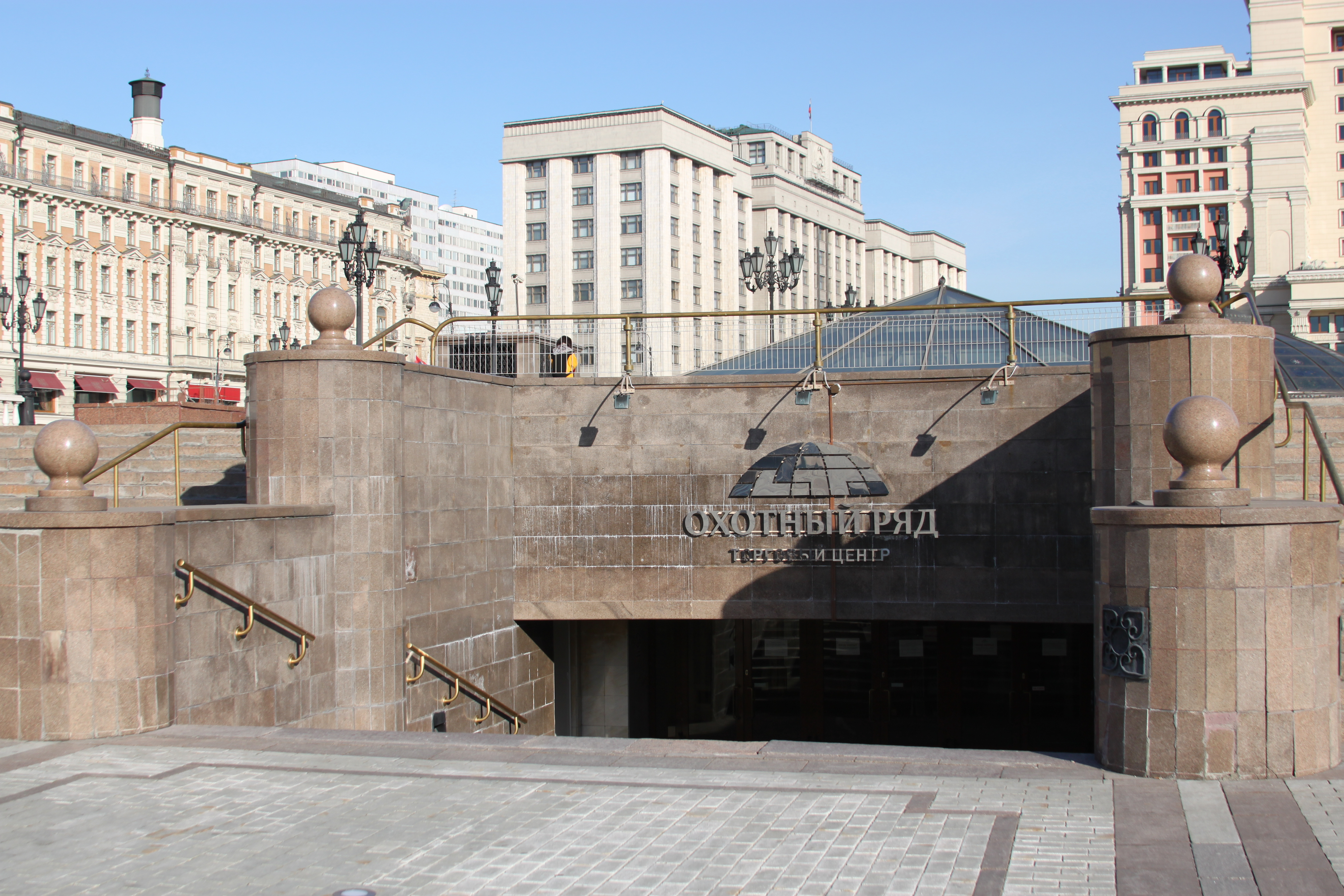
Вход в торговый комплекс «Охотный ряд», 2014 год

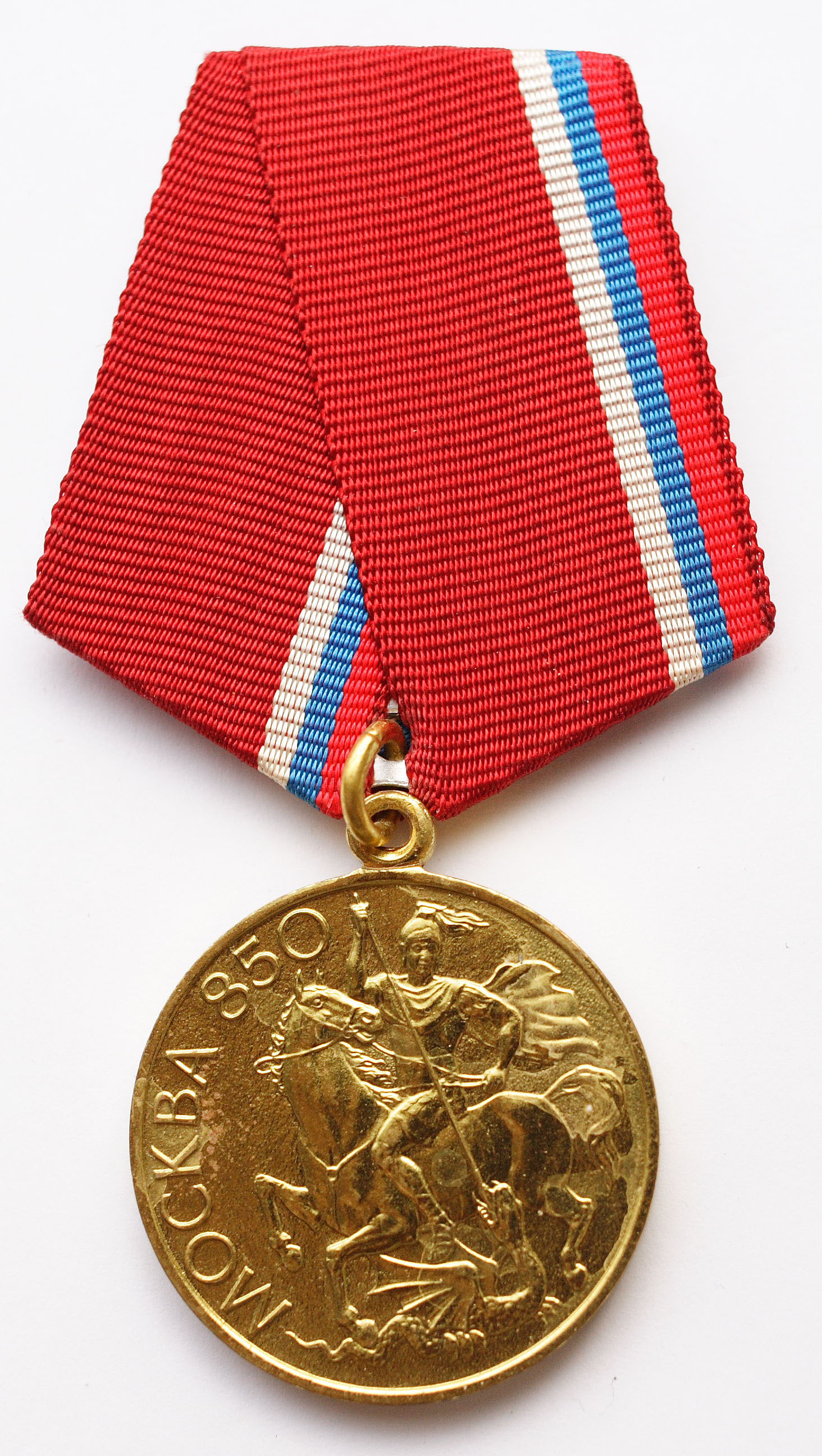
медаль «В память 850-летия Москвы»

9 ноября 1994 года, будучи уже президентом России, Борис Ельцин выпустил указ «О праздновании 850-летия основания Москвы». В нём говорилось о создании Государственной комиссии по подготовке к юбилею, которую возглавил мэр города Юрий Лужков. Торжества были намечены на 6 и 7 сентября 1997 года
К юбилейной дате была приурочена реставрация исторических и открытие новых достопримечательностей — всего 430 объектов. В 1994 году начались работы по восстановлению разрушенного в 1931 году храма Христа Спасителя. В 1995-м было построено колесо обозрения на ВВЦ, а через два года его украсили цифрой «850». В том же 1995-м начали строить торгово-развлекательный комплекс «Охотный ряд», который открыли в дни празднования также спустя два года. Незадолго до юбилея состоялось открытие парка 850-летия Москвы в Марьино и моста «Багратион» через Москву-реку, также в 1997-м был основан Музей археологии Москвы. В рамках подготовки столицы к празднику благоустроили Александровский сад и другие парки, музеи-усадьбы. Были отреставрированы здания Государственного исторического музея, Третьяковской галереи, Красного крыльца и Грановитой палаты в Кремле, Гостиного двора, Московского подворья Спасо-Преображенского монастыря, Храма иконы Казанской Божьей матери. В реконструированный Московский зоопарк поселили редких и экзотических животных: пингвинов Гумбольдта, казуаров, белолобых лемуров, восточных колобусов, азиатских львов, южноафриканских жирафов.
Путешественник Фёдор Конюхов посвятил 850-летию Москвы программу «Семь вершин мира»: поднялся на Эверест, Эльбрус, Килиманджаро, пик Мак-Кинли на Аляске, гору Аконкагуа в Андах, массив Винсон в Антарктиде, гору Косцюшко в Австралии.
Накануне праздника был открыт памятник Петру I работы Зураба Церетели, также известный как памятник «В ознаменование 300-летия российского флота». Его установили на искусственном острове на месте слияния Москвы-реки и Водоотводного канала, недалеко от здания кондитерской фабрики «Красный Октябрь». Памятник стал самым высоким в России, его высота — 98 метров.
Указом президента № 132 от 26 февраля 1997 года была учреждена медаль «В память 850-летия Москвы». Ею награждались участники обороны Москвы, также награждённые медалью «За оборону Москвы», труженики тыла, работавшие в Москве в период Великой Отечественной войны и награждённые государственными наградами, граждане, награждённые медалью «В память 800-летия Москвы» либо внёсшие значительный вклад в развитие Москвы.
Финансирование праздника происходило из трёх источников: федерального и городского бюджетов, а также спонсорских денег. Из-за нехватки средств не была завершена реставрация Кремля, музея-усадьбы «Останкино», Большого театра, МГУ, Северного речного вокзала. Стройки в доме Пашкова и в Российской академии живописи были законсервированы, а в доходном доме Бахрушина даже не успела начаться.
Праздничные концерты и театрализованные представления были запланированы на Красной, Манежной и Тверской площадях, Поклонной горе, проспекте Вернадского и стадионе «Лужники». Из-за особого юридического статуса Красной площади возник вопрос о правомерности её использования в качестве торжественной площадки, но впоследствии президент Борис Ельцин дал на это разрешение. Представление в Лужниках должны были украсить два радиоуправляемых дирижабля, однако от этой идеи пришлось отказаться из-за погоды.
В августе 1997 года, за две недели до праздника, в Лужниках состоялся товарищеский матч между футбольными сборными России и ФИФА, приуроченный к юбилею Москвы и 100-летию российского футбола. Матч открывал лично Юрий Лужков.

## Празднование

### 5 сентября
В первый день празднование 850-летия Москвы открылось концертом на Соборной площади Кремля, на котором присутствовали Борис Ельцин, министр иностранных дел Евгений Примаков и патриарх Алексий II. Известные артисты духовой музыки, оперы и балета из труппы Большого театра под руководством дирижёров Петера Феранца и Владимира Андропова исполнили фрагменты из опер «Борис Годунов» и «Хованщина» Модеста Мусоргского, «Жизнь за царя» и «Руслан и Людмила» Михаила Глинки, «Князь Игорь» Александра Бородина.
Художники из арт-группы «Митьки» украсили забор на Гоголевском бульваре перед зданием Генерального штаба длинным панно фрагментами известных картин и плакатов — от «Богатырей» Виктора Васнецова до плаката «Ты записался добровольцем?» и портрета Юрия Гагарина. В разных районах города работали уличные рестораны. В Коломенском, Кусково, Лужниках и на Васильевском спуске были запущены воздушные шары. Вечером на Красной площади публика увидела спектакль Андрея Кончаловского «Наша древняя столица».

### 6 сентября
На второй день празднований в центре Москвы от Тверской улицы до Нового Арбата прошёл карнавал. В составе праздничной колонны были люди в национальных костюмах народов России, повозки с лошадьми, машины с флагами США, живой слон и автомобиль с шаржем на Юрия Лужкова.
На Пушкинской площади состоялся концерт с участием звёзд российской эстрады — уроженцев Санкт-Петербурга: Эдуарда Хиля, Татьяны Булановой, Сергея Рогожина, Эдиты Пьехи, Максима Леонидова, Семёна Альтова, Павла Кашина и вокально-инструментального ансамбля «Поющие гитары». На Красной площади весь день продолжался концерт-марафон «Славянский мир приветствует Москву». На телеканале «ТВ Центр» шла круглосуточная трансляция праздника.
В Государственном Кремлёвском дворце прошёл VIP-концерт «Московских окон негасимый свет», на котором Юрий Лужков принимал Аллу Пугачёву, Патрисию Каас, Криса де Бурга, Иосифа Кобзона, дирижёра Юрия Башмета и иллюзиониста Дэвида Копперфильда. Вечером у храма Христа Спасителя прошёл большой хоровой собор, а около Главного здания МГУ состоялся концерт французского мультиинструменталиста Жана-Мишеля Жарра «Дорога в XXI век», сопровождаемый лазерным шоу.

### 7 сентября
Одним из центральных событий последнего дня праздника стал фестиваль «Единый мир» на Красной площади, организованный музыкантом и продюсером Стасом Наминым. В нём выступили музыкальные коллективы из Японии, Бразилии, Индии, Великобритании, Израиля, Палестины, Болгарии. В рамках фестиваля в Москве выступил итальянский оперный певец Лучано Паваротти. Из российских исполнителей, помимо Стаса Намина, сыграли Жанна Агузарова, группы «Чайф», «Ва-БанкЪ», «Оберманекен», «Чиж & Co» и ансамбль этнической музыки «Вершки и Корешки» с исполнителями из европейской части России, Тувы и Сенегала. Над площадью был установлен крупный воздушный шар в виде жёлтой подводной лодки, а финалом фестиваля стал фейерверк «Салют России».
На Манежной площади прошёл фестиваль «Звёзды ретро», в котором приняли участие Лев Лещенко, Вячеслав Добрынин, Юрий Антонов, София Ротару, Эдита Пьеха, Вахтанг Кикабидзе, Лариса Долина, Гелена Великанова, Эдуард Хиль, Иосиф Кобзон, Карел Готт, Тамара Миансарова, ансамбли «Самоцветы», «Цветы», «Песняры». Концерт сопровождался выставкой старых автомобилей, книг и грампластинок. На ВВЦ весь день проходил праздник национальных искусств «Москва, Москва!.. Люблю тебя, как сын».
На Тверской площади в рамках музыкальной программы «На семи холмах» выступили Александр Кальянов, Ефим Шифрин, Владимир Пресняков, Вячеслав Добрынин, Алёна Апина. На Воробьёвых горах прошла дискотека с презентациями телешоу «Диск-канал», «Акулы пера», «Поле чудес».
Заключительным мероприятием 850-летия Москвы стала церемония в Лужниках с выступлением Аллы Пугачёвой, речью Юрия Лужкова и лазерным шоу с изображением Владимирской иконы Божией Матери в небе над городом. Праздник завершился салютом и колокольным звоном.